# Siegfried Wagner
För andra betydelser, se Siegfried Wagner (olika betydelser).
Siegfried Helferich Richard Wagner, född 6 juni 1869 i Tribschen utanför Luzern, Schweiz, död 4 augusti 1930 i Bayreuth, Bayern, var en tysk tonsättare och dirigent. Han var son till Richard Wagner och Cosima Wagner samt dotterson till Franz Liszt. Siegfried Wagner började dirigera i Bayreuth 1896 samt producera opera vid festspelen 1901. År 1908 efterträdde han sin moder Cosima som ledare för festspelen. Hans fru Winifred Wagner, och därefter deras söner Wieland och Wolfgang Wagner, svarade för ledning av festspelen efter hans död. Siegfried Wagner har skrivit 15 musikdramatiska verk i konservativ senromantisk stil.

## Biografi
Siegfried Wagner var det tredje barnet till Richard Wagner och Cosima von Bülow, dotter till Franz Liszt. För att han skulle kunna bära efternamnet Wagner döptes Siegfried inte förrän han var fjorton månader gammal, den 4 september 1870. Ett giftermål mellan föräldrarna var möjligt först året efter det att Cosimas skilsmässa från Hans von Bülow hade blivit juridiskt bindande. I samband med sin sons födelse komponerade Richard Wagner 1870 Siegfried-Idyll, ett kammarverk baserad på motiv från operan Siegfried och avsedd som en födelsedagspresent till Cosima.
Efter faderns död 1883 övervägde Siegfried Wagner först att studera arkitektur, men vände sig sedan till musiken. En del ungdomliga kompositioner är från omkring 1882. Han fick sin musikaliska skolning av Engelbert Humperdinck och Julius Kniese. Från 1896 uppträdde Siegfried Wagner även som dirigent vid Festspelen i Bayreuth.
År 1889 inledde Wagner ett intimt förhållande med den engelske pianisten och kompositören Clement Harris (1871–1897). År 1892 gjorde de en resa till Asien tillsammans. Under resan bestämde han sig för att överge arkitekturen och ägna sig åt musiken. Det sägs också att det var Harris som först väckte Wagners homoerotiska impulser. Ombord skissade han sitt första officiella verk, den symfoniska dikten Sehnsucht, inspirerad av dikten med samma namn av Friedrich Schiller. Verket blev inte färdigt förrän strax före den konsert där Wagner dirigerade det i London den 6 juni 1895. Även om hans verk är många, kom ingen in i standardrepertoaren.
Wagners homosexualitet gjorde honom till måltavla för utpressning, som han försökte försvara sig mot med lagliga medel. Journalisten Maximilian Harden beskrev offentligt Wagner som en "härskare ur en olikfärgad låda".
Han debuterade som assisterande dirigent i Bayreuth 1894. År 1896 blev han biträdande dirigent och delade ansvaret för att dirigera Nibelungens ring med Felix Mottl och Hans Richter, som hade dirigerat dess premiär 20 år tidigare. År 1908 tog Siegfried Wagner över ledningen av Festspelen i Bayreuth efter sin mor. Med outtröttlig arbetsiver lyckades han år 1924 återuppta festtraditionen, som hade avbrutits i och med första världskrigets utbrott. För att finansiera den dyra festivalen – biljettförsäljningen på den tiden var inte alls lika stor som i dag – gjorde Siegfried Wagner regelbundet konsertturnéer som dirigent, bland annat till USA i början av 1924. Siegfried dirigerade då olika orkestrar. Turnén blev dock bara måttligt framgångsrik: i stället för de 200 000 dollar som man hade hoppats på återstod bara mindre än 10 000 dollar för det planerade ändamålet. År 1914 tillkännagav Wagner att han skulle omvandla hela Wagners arv till en Richard Wagner-stiftelse för det tyska folket. 
Wagner var bisexuell. I åratal uppmanade hans mor honom att gifta sig och förse Wagnerdynastin med arvingar, men han kämpade mot hennes alltmer desperata uppmaningar. Omkring 1913 ökade pressen på honom på grund av Harden–Eulenburg-affären (1907–1909), där journalisten Maximilian Harden anklagade flera offentliga personer, framför allt prins Philipp av Eulenburg, en vän till kejsar Vilhelm II av Tyskland, för homosexualitet. I detta klimat fann familjen det lämpligt att arrangera ett äktenskap med den 17-åriga engelskan Winifred Klindworth och vid Festspelen i Bayreuth 1914 introducerades hon för den då 45-åriga Wagner. De två gifte sig den 22 september 1915. Paret fick fyra barn:
1. Wieland (1917–1966)
2. Friedelind (1918–1991)
3. Wolfgang (1919–2010)
4. Verena (1920–2019)

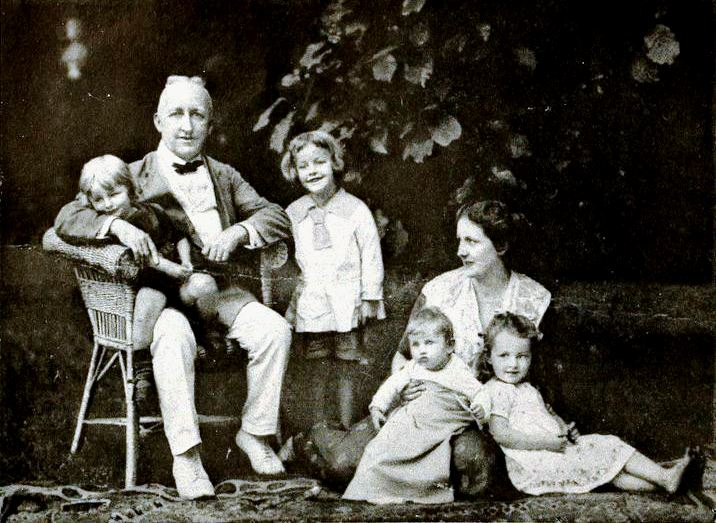
Siegfried och Winnifred med barnen Wolfgang, Wieland, Verena och Friedelind 1922

Även om äktenskapet möjliggjorde den dynastiska tronföljden, kom förhoppningarna om att det också skulle innebära ett slut på hans homosexuella möten och de tillhörande kostsamma skandalerna på skam, eftersom Wagner förblev sexuellt aktiv med andra män. Tesen att Siegfried Wagner var far till Walter Aign (1901–1977), det yngsta barnet till en prästhustru i Bayreuth, visar sig vara felaktig på grundval av ny forskning av Brigitte Hamann.
Under åren efter 1924 strävade Siegfried Wagner efter att modernisera Festspelens föreställningar i takt med tiden, särskilt genom att engagera scenografen Kurt Söhnlein. År 1925 övertog han tillsammans med Winifred Wagner hedersordförandeskapet för Bayreuther Bund der deutschen Jugend. Den 1 april 1930 dog hans mor Cosima Wagner, som han hade en nära relation med. År 1930 planerades också en ny uppsättning av Tannhäuser. Siegfried Wagner anlitade den betydande dirigenten Arturo Toscanini för detta ändamål. Repetitionerna inför föreställningen visade sig vara extremt ansträngande under den varma festivalsommaren. Siegfried Wagner drabbades av en hjärtattack den 18 juli 1930 under en av repetitionerna, som han aldrig återhämtade sig från. Han avled den 4 augusti 1930 och begravdes på stadskyrkogården i Bayreuth. Eftersom hans två söner fortfarande bara var tonåringar efterträddes han vid rodret för Festspelen i Bayreuth av sin änka Winifred fram till 1944.

## Politiska åsikter
På grund av sitt engagemang i den antisemitiska Bayreuth-kretsen kring Cosima Wagner och Houston Stewart Chamberlain kom Siegfried Wagner tidigt nära den tyska nationalist- och völkischrörelsen och utsattes upprepade gånger för utpressning av sin svåger för att undertrycka sin kosmopolitiska inställning. Han prenumererade på Völkischer Beobachter, som hade getts ut sedan 1920. Hans hustru Winifred var dock mer politiskt intresserad och mycket mer engagerad än Siegfried på grund av sin uppfostran.
Efter Adolf Hitlers besök i Villa Wahnfried den 1 oktober 1923, strax efter den tyska dagen i Bayreuth, bedömde Siegfried Wagner gästen: "Hitler är en magnifik person, den sanna tyska nationalsjälen." Efter en mottagning med den italienske fascistledaren Benito Mussolini i mars 1924 konstaterade han: "All vilja, styrka, nästan brutalitet. Fanatiskt öga, men ingen kärlekskraft i det som hos Hitler och Ludendorff."

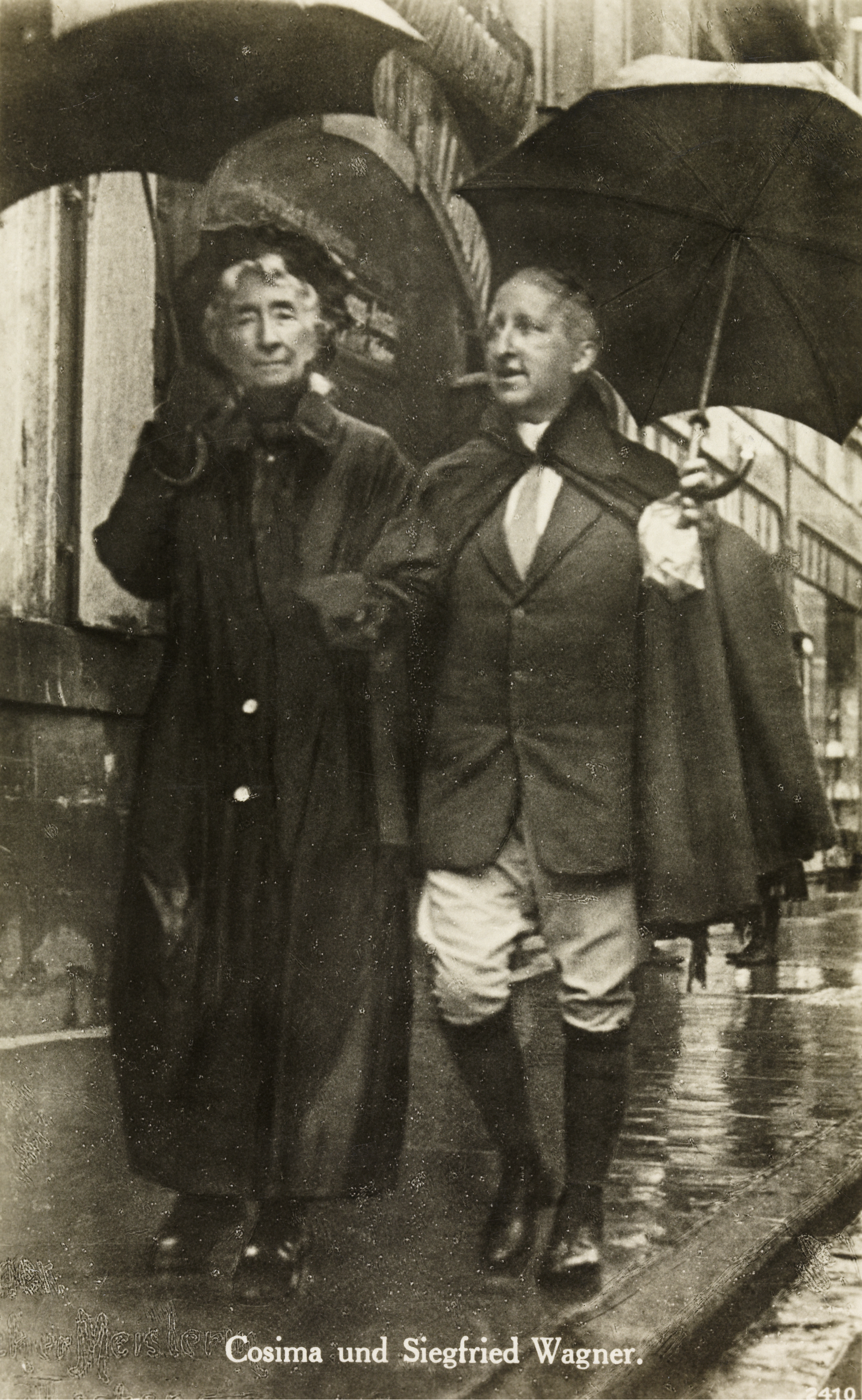
Cosima och sonen Siegfried på promenad i Bayreuth 1929.

I juni samma år skrev Siegfried Wagner i ett brev till rabbinen Falk Salomon i Bayreuth: "Vad jag anser vara en olycka för det tyska folket är blandningen av den judiska och den germanska rasen." Efter att ha läst Hitlers pamflett som en av de få samtida erkände Siegfried sig "öppen för filosemitismen" (brev till Evelyn Faltis, Bayerische Staatsbibliothek). I ett öppet brev till Püringer erkände han: "Min far har gjort judarna orätt" och i sin opera Das Flüchlein, das Jeder mitbekam framställde han Hitler som den brutal-sadistiske rövarkapten Wolf (= Hitlers namn i nazistiska kretsar), som döms i tredje akten. På sin 60-årsdag lade Siegfried Wagner librettot till denna opera på tallriken för alla inbjudna gäster. Så sent som 1929 sa han till sin kollega Evelyn Faltis: "Du kan arbeta mycket bättre med judar" (Bayerische Staatsbibliothek).
En festkonsert den 9 november 1923, Hitlers planerade "maktövertagande", på Odeon i München ses som ett bevis på att Siegfried Wagner kände till den planerade Hitler-Ludendorff-kuppen och antog att kuppen skulle bli en framgång. Kompositionen Glück, som skulle uruppföras samma kväll, är dock inte tillägnad Hitler, utan, som Claus Victor Bock bevisar i sin biografi Pente Pigadia und die Tagebücher des Clement Harris, Siegfrieds barndomsvän Clement Harris. Efter att kuppen misslyckats och Hitler arresterats, korresponderade Winifred Wagner med Hitler under dennes fångenskap. Han sägs ha skrivit på papper som Winifred skickade till Landsbergfängelset. Enligt Friedelind Wagner fick moderns entusiasm för Hitlers idéer fadern att sucka: "Winni förstör allt jag desperat försöker bygga upp".
Eftersom Siegfried Wagner i princip sade "Du" till alla unga manliga Wagnerentusiaster som besökte Wahnfried, blev han en av Hitlers få informella vänner senast 1925.

## Kompositionsarbete
Vid sidan av sitt engagemang med Festspelen i Bayreuth var Siegfried Wagner också verksam som tonsättare. Han komponerade 17 operor, till vilka han skrev librettin själv, efter sin fars exempel. Han nådde inga stora framgångar på de tyska scenerna. Hans första opera, Der Bärenhäuter, sågades sönder av kritikerna redan 1899. Peter Raabe, som blev ordförande för Rikets musikkammare under den nationalsocialistiska eran, kallade dem "stammande kompositionsförsök" i Allgemeine Musikzeitung 1899. Siegfried Wagner själv skyllde misslyckandena på "judiska intriger" ("Judas hat tar hand om det").
Efter att i synnerhet Winifred Wagner hade blockerat framförandet av sin avlidne makes verk har de upplevt en renässans under flera år (t.ex. vid Rudolstadtfestivalen eller tillfälliga uppsättningar, särskilt av den första operan Der Bärenhäuter på andra scener), till vilken utgången av skyddsperioden (70 år efter kompositörens död) också bidrog. Sedan dess har flera CD-inspelningar getts ut, bland annat inspelningar som dokumenterar Siegfried Wagners arbete som dirigent.

## Eftermäle

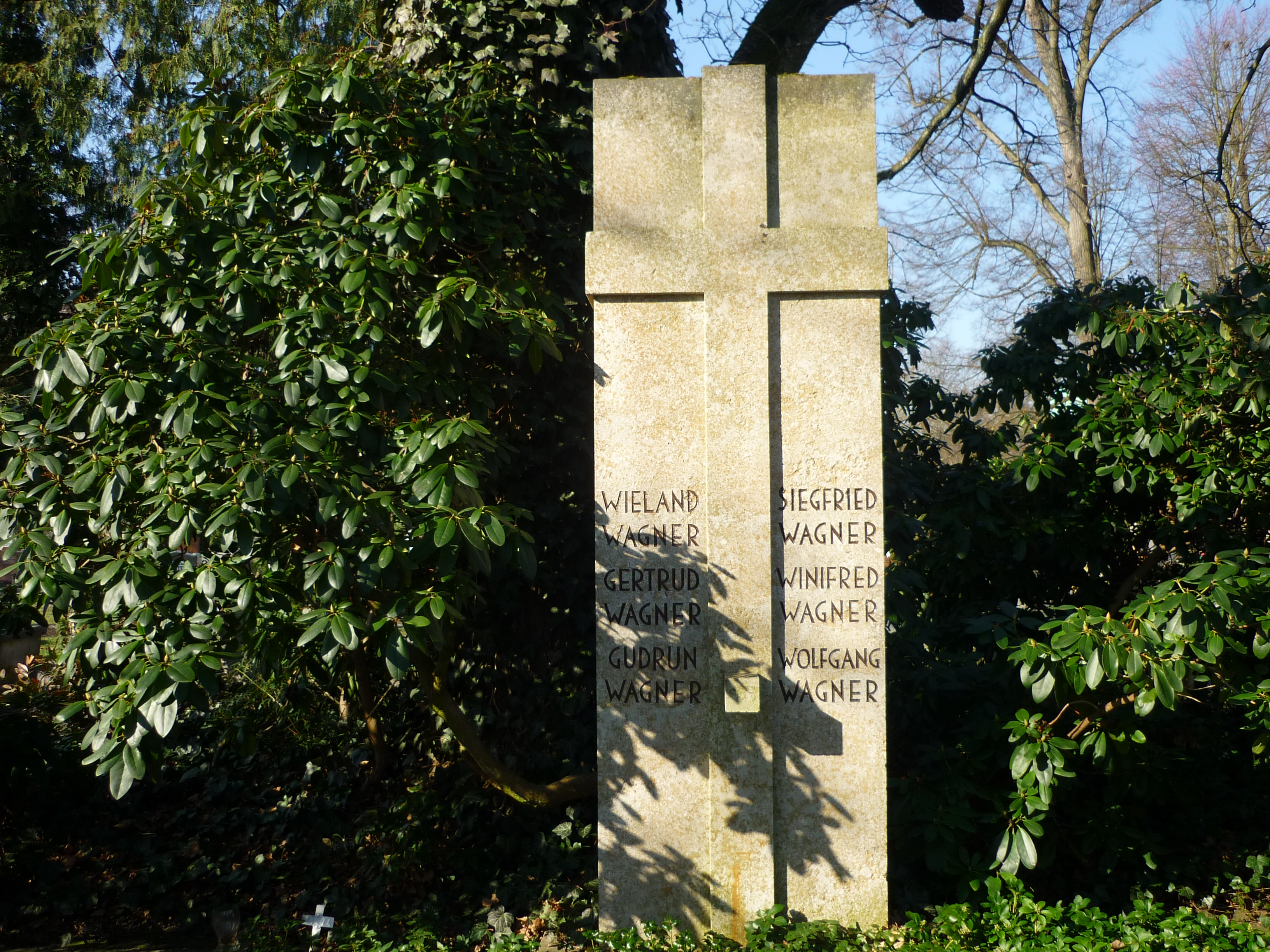
Siegfried Wagerns familjegrav i Bayreuth.

År 2017 genomfördes den första internationella översiktsutställningen, som fick stor uppmärksamhet i den nationella pressen, om Siegfried Wagner: Bayreuths arv från en annan färgad låda. Den visades på Schwules Museum i Berlin. Die Welt skrev: "Med sin epokgörande utställning om Siegfried Wagner försöker Schwules-museet fastställa vad som faktiskt skulle vara uppgiften för Museum Villa Wahnfried i Bayreuth, nämligen att fastställa sambandet mellan 'mästarens sons' erotiska läggning och hans konstnärliga utveckling och med Wagner-klanens familjedynastiska politik. Detta gjordes trots allt i samarbete med chefen för Wagnermuseet i festivalstaden. Det finns dock fortfarande inga tecken på att Sven Friedrich åtminstone kommer att ta över den avslöjande Berlinutställningen och snart visa den i Siegfriedvillan, som han sedan dess har varit med och ställt ut. Han vågar tydligen inte heller ta itu med den heta potatisen homosexualitet i Bayreuth (för lantisar)." I maj 2017 publicerade De grönas stadsfullmäktige ett öppet brev i frågan om att ta över utställningen till Bayreuth. Det står: "Utställningen kommer så snart som möjligt till Bayreuth. Det skulle vara förödande om man fick intrycket att vissa aspekter av Festspelen i Bayreuth skulle kunna visas och diskuteras i Berlin, men inte i Bayreuth! Under tiden presenterade Richard Wagner-museet i Bayreuth sin egen Siegfried Wagner-utställning våren 2019 i samband med den tidigare festivalchefen ("Siegfried Wagner. Eine Spurensuche", från den 4 april till den 26 maj 2019).
Utställningen i Berlin kuraterades av Kevin Clarke, anställd vid Schwules Museum, samt Achim Bahr och Peter P. Pachl från International Siegfried Wagner Society. Berlininstitutionen förespråkade att Siegfrieds närhet till nationalsocialismen också skulle tas upp i utställningen, trots att Siegfrieds närhet till den nazistiska rörelsen är kontroversiell och tolkningen av det internationella Siegfried Wagner-sällskapet och biografiförfattaren Peter P. Pachls skiljer sig mycket från vad som återfinns i dokument som Brigitte Hamann publicerar i sin bok Winifred Wagner eller Hitlers Bayreuth (2002). Kurator Kevin Clarke sammanfattade situationen i intervjun "Das Kreuz mit den schwulen Nazis".
En samling essäer redigerade av Achim Bahr publicerades av Are-Musik-Verlag Mainz i samband med utställningen. Den handlar bland annat om de homosexuella konstnärerna i Bayreuth vid tiden för Siegfrieds festivalledning, Siegfrieds kärleksbrev till den unge dirigenten Werner Franz och homosexuella undertexter i Siegfried Wagners operor.

## Verkförteckning

### Operor
- Der Bärenhäuter, uruppförd den 22 januari 1899 i München
- Herzog Wildfang, uruppförd den 23 mars 1901 i München
- Der Kobold, uruppförd den 29 januari 1904 i Hamburg
- Bruder Lustig, uruppförd den 13 oktober 1905 i Hamburg
- Sternengebot, uruppförd den 21 januari 1908 i Hamburg
- Banadietrich, premiär den 23 januari 1910 i Karlsruhe
- Schwarzschwanenreich, uruppförd den 5 november 1918, Karlsruhe
- Sonnenflammen, premiär den 30 oktober 1918 i Darmstadt
- Der Heidenkönig, premiär den 16 december 1933 i Köln
- Der Friedensengel, uruppförd den 4 mars 1926 i Karlsruhe
- An allem ist Hütchen schuld!, urpremiär den 6 december 1917 i Stuttgart
- Der Schmied von Marienburg, uruppförd den 16 december 1923 i Rostock
- Rainulf und Adelasia, 1922, uruppförande (konsertant) 4 oktober 2003, Metzingen (B.-W.)
- Die heilige Linde, premiär Vorspiel 27 november 1924, Rudolstadt, komplett premiär 2001, Köln/WDR
- Wahnopfer, 1928 (ofullbordad, premiär 10 juni 1994, Rudolstadt)
- Walamund (ofullbordad), 1928
- Das Flüchlein, das Jeder mitbekam, 1929 (ofullbordad), uruppförande efter postum instrumentation 4 augusti 1984, Kiel

### Orkesterverk
- March ur Gottfried der Spielmann ca 1882[10]
- Orkestrering ur Ekloge från Liszts Années de Pèlerinage (1890)
- Sehnsucht, Sinfonische Dichtung nach Friedrich Schiller, vor 1895
- Konzertstück für Flöte und Kleines Orchester, 1913
- Konzert für Violine mit Begleitung des Orchesters, 1916
- Friedens-Hymne für Orchester, Chor und Sopransolo, 1918 (unvollendet), Uraufführung in der Instrumentierung von Konrad Bach 2010, Würzburg
- Scherzo Und wenn die Welt voll Teufel war, 1922
- Glück, Sinfonische Dichtung, 1923 [dedicerad till minnet av Clement Harris]
- Symphonie in C-Dur, 1925–1927 (I den första versionen användes förspelet till Friedensengel som långsam sats, medan en ny sats komponerades för den reviderade versionen. Scherzot bygger på skisserna till en ofullbordad orkestertondikt, Hans im Glück.[27])

### Vokalverk
- 1890 "Abend auf dem Meere", för sopran och piano – text: Henry Thode
- 1890 "Frühlingsglaube", för sopran och piano – text: Ludwig Uhland
- 1890 "Abend am Meer" – text: Alfred Meissner
- 1897 "Schäfer und Schäferin"
- 1913 "Das Märchen vom dicken fetten Pfannekuchen", för soloröst och orkester
- 1918 "Wahnfried-Idyll"
- 1919 "Nacht am Narocz", för tenor och piano – text: Günther Holstein
- 1922 "Ein Hochzeitslied für unseren Erich und seine liebe 'Dusi'
- 1927 "Dryadenlied"
- 1927 "Weihnacht"
- "Frühlingsblick" – text: Nikolaus Lenau
- "Frühlingstod" – text: Nikolaus Lenau